# Rafael Moneo
Rafael Moneo (* 9. května 1937, Tudela, Španělsko) je španělský architekt.

## Životopis
Vystudoval architekturu na madridské polytechnické univerzitě, kterou ukončil v roce 1961. Poté byl zaměstnán v týmech architektů Saenze de Oiza a Utzona. Vyučoval na několika školách, mimo jiné i na Harvardu. Za své dílo získal řadu ocenění; Pritzkerovu cenu v roce 1996.

## Dílo (výběr)
- nádraží Atocha, Madrid, 1992
- Fundació Pilar i Joan Miró a Mallorca, Palma de Mallorca, 1993
- Davis Museum, Wellesley College, Massachusetts, 1993
- Muzeum moderního umění, Stockholm, 1997
- Kursaal Cultural Center, San Sebastian, 1999
- Audrey Jones Beck Building, Museum of Fine Arts, Houston, Texas, 2000
- Katedrála Panny Marie Andělské, Los Angeles, 2002

## Ocenění
- 2012 – Cena prince Asturského